# جورج فلين
جورج فلين (بالإنجليزية: George Flynn)‏ هو لاعب كرة قاعدة أمريكي، ولد في 24 مايو 1871 في شيكاغو في الولايات المتحدة، وتوفي بنفس المكان في 28 ديسمبر 1901.

## وصلات خارجية
- جورج فلين على موقعبيزبول رفرنس.كوم (الدوري الرئيسي) (الإنجليزية)
- جورج فلين على موقعبيزبول رفرنس.كوم (الدوري الثانوي) (الإنجليزية)